# Amorův šíp

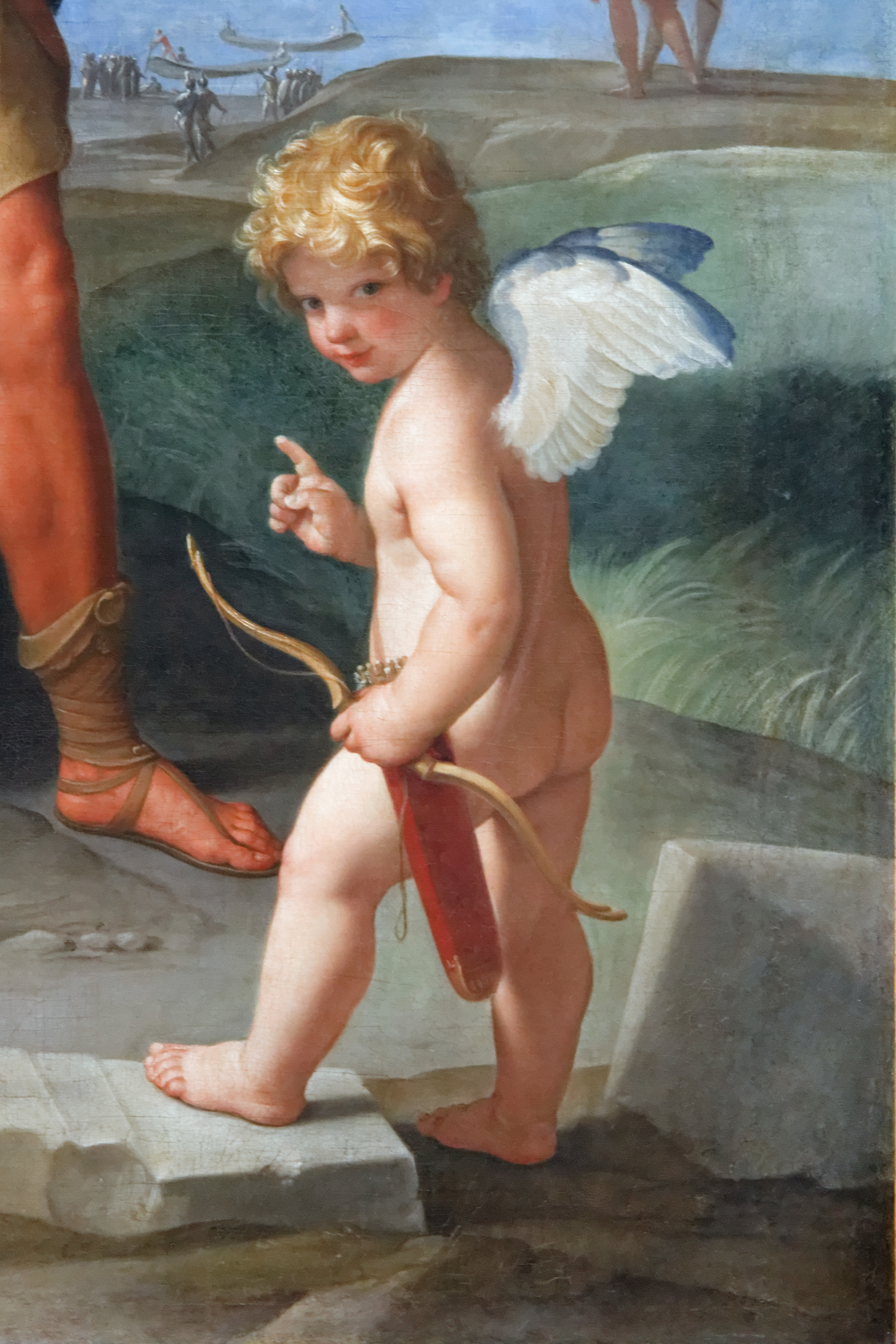
Amor (detail obrazu, autor Guido Reni, 1631)

Amorův šíp nebo také  Amorova střela je ustálené slovní spojení, které vešlo do slovníku jako rčení a běžně se používá jako přirovnání; pro vyjádření stavu vzniku zamilovanosti, náklonnosti či zalíbení.

## Původ rčení
Mytologický bůh lásky Erós, známý i jako Amor, byl synem boha války Area a bohyně lásky Afrodity. Okřídlený hošík trochu potměšile zasahoval z luku zlatými šípy srdce žen i mužů. Prý si nebyl před ním jist i mocný Zeus, proto ho Afrodita skryla na čas v lese. Po vrácení na Olymp však jeho sladkým zraněním nikdo neodolal.
Mladý Erós lásce propadl též. Unesl krásnou princeznu Psyché, oženil se s ní, ale s tou podmínkou, že ho nikdy nesmí spatřit. Závistivé sestry přemluvily spokojenou Psyché, aby si v noci svého manžela prohlédla. Nečekaná kapka horkého oleje z kahanu však Eróta probudila – a ten Psyché opustil.